# Ватерполо на Летњим олимпијским играма 1980.
Осамнаести ватерполо турнир на олимпијским играма је одржан 1980. у Москви, СССР. За олимпијски турнир се пријавила укупно 12 репрезентација. Победник турнира и олимпијски шампион по други пут је постала репрезентација Совјетског Савеза, друга је била репрезентација Југославије а на треће место се пласирала репрезентација Мађарске.
У прелиминарној фази дванаест екипа је било подељено у три групе. Тимови из сваке групе који су заузели прва два места су се квалификовали у групу за позиције од 1 до 6 места а тимови са трећег и четвртог места из сваке прелиминарне групе су се квалификовали у утешну групу која се борила за позиције од 7 до 12 места.
Олимпијски ватерполо турнир је био одржан у периоду од 20. до 29. јуна у два спортско комплексна центра, Олимпијски спортски комлекс у централном делу Москве и на Централном Лењиновом стадиону у Лужники, југозападном делу Москве. Ватерполо турнир, на коме је одиграно укупно 48 утакмица, посматрало је 118.247 гледалаца.
Олимпијски турнир је био погођен неучествовањем дела земаља, олимпијских чланица, које су бојкотовале ове Олимпијске игре. Турнир у ватерполу је био доста окрњен неучествовањем земаља које су се придружиле бојкоту које су предводиле САД.

## Медаље
| Добитници медаља у ватерполу на Летњим олимпијским играма одржаним 1980. године у Москви.                                                                                         | Добитници медаља у ватерполу на Летњим олимпијским играма одржаним 1980. године у Москви.                                                                        | Добитници медаља у ватерполу на Летњим олимпијским играма одржаним 1980. године у Москви.                                                   | Добитници медаља у ватерполу на Летњим олимпијским играма одржаним 1980. године у Москви. |
| --- | --- | --- | ----------------------------------------------------------------------------------------- |
| Злато | Сребро | Бронза |                                                                                           |
| Совјетски Савез | Југославија | Мађарска |                                                                                           |
| Јевгениј Шаронов Сергеј Котенко Владимир Акимов Јевгениј Гришин Мат Ришман Александар Кабанов Алексеј Баркалов Јеркин Шегалов Михаил Иванов Ђорђе Мшвениерадзе Вјачеслав Собченко | Луко Везилић Зоран Гопчевић Дамир Полић Ратко Рудић Зоран Мустур Зоран Роје Миливој Бебић Слободан Трифуновић Петар Кочић Предраг Манојловић Милорад Кривокапић. | Ендре Молнар Иштван Сивош Атила Судар Ђерђ Герендаш Ђерђ Хоркаји Габор Чапо Иштван Киш Иштван Удварди Ласло Кунц Тамаш Фараго Карољ Хауслер |                                                                                           |

## Земље учеснице
На турниру је учествовало 12 репрезентација које су у квалификационој фази биле подељене у три групе по четири репрезентације:
| Група А - Мађарска - Холандија - Румунија - Грчка | Група Б - СССР - Шпанија - Италија - Шведска | Група Ц - Југославија - Куба - Аустралија - Бугарска |

## Прелиминарнна фаза

### Резултати по групама
Све утакмице прелиминарне фазе су игране у отвореном базену Централног стадиона Лењин у Лужники.

#### Група А
- 20. јул
  - Мађарска 6-6 Румунија
  - Грчка 7-8 Холандија
- 21. јул
  - Мађарска 5-3 Холандија
  - Грчка 4-6 Румунија
- 22. јул
  - Мађарска 8-5 Грчка
  - Румунија 3-5 Холандија

|    | Екипа     | У | П | Н | И | Г+ | Г- | ГР | Бодова |
| -- | --------- | - | - | - | - | -- | -- | -- | ------ |
| 1. | Мађарска  | 3 | 2 | 1 | 0 | 19 | 14 | +5 | 5      |
| 2. | Холандија | 3 | 2 | 0 | 1 | 16 | 15 | +1 | 4      |
| 3. | Румунија  | 3 | 1 | 1 | 1 | 15 | 15 | 0  | 3      |
| 4. | Грчка     | 3 | 0 | 0 | 3 | 16 | 22 | -6 | 0      |

#### Група Б
- 20. јул
  - Шведска 3-7 Шпанија
  - СССР 8-6 Италија
- 21. јул
  - Шведска 4-4 Италија
  - СССР 4-3 Шпанија
- 22. јул
  - Шведска 1-12 СССР
  - Шпанија 5-4 Италија

|    | Екипа           | У | П | Н | И | Г+ | Г- | ГР  | Бодова |
| -- | --------------- | - | - | - | - | -- | -- | --- | ------ |
| 1. | Совјетски Савез | 3 | 3 | 0 | 0 | 24 | 10 | +14 | 6      |
| 2. | Шпанија         | 3 | 2 | 0 | 1 | 15 | 11 | +4  | 4      |
| 3. | Италија         | 3 | 0 | 1 | 2 | 14 | 17 | -2  | 1      |
| 4. | Шведска         | 3 | 0 | 1 | 2 | 8  | 23 | -15 | 1      |

#### Група Ц
- 20. јул
  - Југославија 6-6 Куба
  - Аустралија 9-5 Бугарска
- 21. јул
  - Југославија 9-2 Бугарска
  - Аустралија 4-6 Куба
- 22. јул
  - Југославија 9-2 Аустралија
  - Куба 7-1 Бугарска

|    | Екипа       | У | П | Н | И | Г+ | Г- | ГР  | Бодова |
| -- | ----------- | - | - | - | - | -- | -- | --- | ------ |
| 1. | Југославија | 3 | 2 | 1 | 0 | 24 | 10 | +14 | 5      |
| 2. | Куба        | 3 | 2 | 1 | 0 | 19 | 11 | +8  | 5      |
| 3. | Аустралија  | 3 | 1 | 0 | 2 | 15 | 20 | -5  | 2      |
| 4. | Бугарска    | 3 | 0 | 0 | 3 | 8  | 25 | -17 | 0      |

### Финална фаза

#### Група 1.
- 24. јул
  - Лужники Мађарска 4-5 СССР
  - Лужники Холандија 5-6 Шпанија
  - Лужники Југославија 7-7 Куба
- 25. јул
  - Лужники Мађарска 7-8 Југославија
  - Лужники Холандија 7-7 Куба
  - Лужники СССР 6-2 Шпанија
- 26. јул
  - Лужники Мађарска 6-5 Шпанија
  - Лужники Холандија 4-5 Југославија
  - Лужники СССР 8-5 Куба
- 28. јул
  - Олимпијски Мађарска 7-5 Куба
  - Олимпијски Холандија 3-7 СССР
  - Олимпијски Шпанија 6-7 Југославија
- 29. јул
  - Олимпијски Мађарска 8-7 Холандија
  - Олимпијски СССР 8-7 Југославија
  - Олимпијски Шпанија 9-7 Куба

|    | Екипа           | У | П | Н | И | Г+ | Г- | ГР  | Бодова |
| -- | --------------- | - | - | - | - | -- | -- | --- | ------ |
| 1. | Совјетски Савез | 5 | 5 | 0 | 0 | 34 | 21 | +13 | 10     |
| 2. | Југославија     | 5 | 3 | 1 | 1 | 34 | 32 | +2  | 7      |
| 3. | Мађарска        | 5 | 3 | 0 | 2 | 32 | 30 | +2  | 6      |
| 4. | Шпанија         | 5 | 2 | 0 | 3 | 28 | 31 | -3  | 4      |
| 5. | Куба            | 5 | 0 | 2 | 3 | 31 | 38 | -7  | 2      |
| 6. | Холандија       | 5 | 0 | 1 | 4 | 26 | 33 | -7  | 1      |

#### Група 2.
- 24. јул
  - Лужники Румунија 3-5 Италија
  - Лужники Грчка 9-5 Шведска
  - Лужники Аустралија 8-5 Бугарска
- 25. јул
  - Лужники Румунија 4-4 Аустралија
  - Лужники Грчка 6-4 Бугарска
  - Лужники Италија 8-3 Шведска
- 26. јул
  - Лужники Румунија 8-3 Шведска
  - Лужники Грчка 2-4 Аустралија
  - Лужники Италија 5-4 Бугарска
- 28. јул
  - Олимпијски Румунија 10-6 Бугарска
  - Олимпијски Грчка 3-4 Италија
  - Олимпијски Шведска 4-9 Аустралија
- 29. јул
  - Олимпијски Румунија 11-8 Грчка
  - Олимпијски Италија 4-5 Аустралија
  - Олимпијски Шведска 8-6 Бугарска

|     | Екипа      | У | П | Н | И | Г+ | Г- | ГР  | Бодова |
| --- | ---------- | - | - | - | - | -- | -- | --- | ------ |
| 7.  | Аустралија | 5 | 4 | 1 | 0 | 30 | 19 | +11 | 9      |
| 8.  | Италија    | 5 | 4 | 0 | 1 | 26 | 18 | +8  | 8      |
| 9.  | Румунија   | 5 | 3 | 1 | 1 | 36 | 26 | +10 | 7      |
| 10. | Грчка      | 5 | 2 | 0 | 3 | 28 | 28 | 0   | 4      |
| 11. | Шведска    | 5 | 1 | 0 | 4 | 23 | 40 | -17 | 2      |
| 12. | Бугарска   | 5 | 0 | 0 | 5 | 25 | 37 | -12 | 0      |

## Коначна табела
| Позиција | Репрезентација  |
| -------- | --------------- |
|          | Совјетски Савез |
|          | Југославија     |
|          | Мађарска        |
| 4.       | Шпанија         |
| 5.       | Куба            |
| 6.       | Холандија       |
| 7.       | Аустралија      |
| 8.       | Италија         |
| 9.       | Румунија        |
| 10.      | Грчка           |
| 11.      | Шведска         |
| 12.      | Бугарска        |

| Олимпијски шампион у ватерполу 1980. |
| СССР 2. титула                       |